# Francis Schmitt
Francis Otto Schmitt, född 23 november 1903 i St. Louis, USA, död 3 oktober 1995, var en amerikansk biolog.
Francis Schmitt var 1955–1973 professor i biologi vid Massachusetts Institute of Technology. Han var ledamot av  National Academy of Sciences och invaldes 1969 som utländsk ledamot av svenska Vetenskapsakademien.